# 曹昭仪
曹昭儀，曹姓，名不詳，為北齐后主高纬的妃子，号小曹妃。

## 生平
曹氏是女乐出身，與姊姊大曹氏被父親一同送入宮中，曹氏調笑媚人，風情萬種，善彈琵琶颇得高纬的欢心，不久册封曹氏为昭仪，父親曹僧奴父以女貴被封為日南王，其兄弟也在曹僧奴死後被加封為郡王。後主亦为曹氏蓋豪奢的隆基堂，一時之間恩宠超越所有后妃，但不久曹氏因受後主高緯的乳母陸令萱誣陷涉嫌行巫蠱之道，不久被高緯賜死。

## 姐姐
曹氏，曹昭儀的姊姊，号大曹妃，後得罪於後主高緯被剝去臉皮致死不久被逐出宮外。